# Lijst van voetbalinterlands Faeröer - Malta
Deze lijst van voetbalinterlands is een overzicht van alle officiële voetbalwedstrijden tussen de nationale teams van Faeröer en Malta. De landen speelden tot op heden tien keer tegen elkaar. De eerste ontmoeting, een  kwalificatiewedstrijd voor het Wereldkampioenschap voetbal 1998, werd gespeeld in Ta' Qali op 30 april 1997. Het laatste duel, een groepswedstrijd van de UEFA Nations League, vond plaats op 17 november 2020 in Ta' Qali.

## Wedstrijden
| №  | Plaats   | Datum            | Competitie                  | Wedstrijd       | Uitslag |
| -- | -------- | ---------------- | --------------------------- | --------------- | ------- |
| 1  | Ta' Qali | 30 april 1997    | WK 1998 kwalificatie        | Malta – Faeröer | 1 – 2   |
| 2  | Toftir   | 8 juni 1997      | WK 1998 kwalificatie        | Faeröer – Malta | 2 – 1   |
| 3  | Toftir   | 18 augustus 2004 | Vriendschappelijk           | Faeröer – Malta | 3 – 2   |
| 4  | Ta' Qali | 19 november 2013 | Vriendschappelijk           | Malta − Faeröer | 3 − 2   |
| 5  | Tórshavn | 7 september 2018 | UEFA Nations League 2018/19 | Faeröer – Malta | 3 − 1   |
| 6  | Ta' Qali | 20 november 2018 | UEFA Nations League 2018/19 | Malta − Faeröer | 1 − 1   |
| 7  | Ta' Qali | 23 maart 2019    | EK 2020 kwalificatie        | Malta – Faeröer | 2 – 1   |
| 8  | Tórshavn | 15 oktober 2019  | EK 2020 kwalificatie        | Faeröer − Malta | 1 − 0   |
| 9  | Tórshavn | 3 september 2020 | UEFA Nations League 2020/21 | Faeröer − Malta | 3 − 2   |
| 10 | Ta' Qali | 17 november 2020 | UEFA Nations League 2020/21 | Malta − Faeröer | 1 − 1   |

## Samenvatting
| Competitie          | Totaal gespeeld | Winst Faeröer | Gelijk | Winst Malta | Doelsaldo Faeröer – Malta |
| ------------------- | --------------- | ------------- | ------ | ----------- | ------------------------- |
| WK-kwalificatie     | 2               | 2             | 0      | 0           | 4 − 2                     |
| EK-kwalificatie     | 2               | 1             | 0      | 1           | 2 − 2                     |
| UEFA Nations League | 4               | 2             | 2      | 0           | 5 − 5                     |
| Vriendschappelijk   | 2               | 1             | 0      | 1           | 5 − 5                     |
| Totaal              | 10              | 6             | 2      | 2           | 19 − 14                   |

Wedstrijden bepaald door strafschoppen worden, in lijn met de FIFA, als een gelijkspel gerekend.

## Details

### Eerste ontmoeting
| WK 1998 kwalificatie (Ta' Qali, Malta, 30 april 1997): |       |                                   |
| Malta                                                  | 1 – 2 | Faeröer                           |
| Stefan Sultana 8'                                      | goals | 60' Øssur Hansen 89' Todi Jónsson |

### Tweede ontmoeting
| WK 1998 kwalificatie (Toftir, Faeröer, 8 juni 1997): |       |                   |
| Faeröer                                              | 2 – 1 | Malta             |
| Todi Jónsson 7' Todi Jónsson 42'                     | goals | 48' Gilbert Agius |

### Derde ontmoeting
| Vriendschappelijk (Toftir, Faeröer, 18 augustus 2004):    |       |                                      |
| Faeröer                                                   | 3 – 2 | Malta                                |
| Jákup á Borg 31' Rógvi Jacobsen 42' Fróði Benjaminsen 81' | goals | 51' Stefan Giglio 66' Michael Mifsud |

### Vierde ontmoeting
| Vriendschappelijk (Ta' Qali, Malta, 19 november 2013):  |       |                                          |
| Malta                                                   | 3 – 2 | Faeröer                                  |
| Ryan Fenech 17' Michael Mifsud 20' Jonathan Caruana 41' | goals | 80' Hallur Hansson 87' Rógvi Baldvinsson |

FSF · A-internationals · Statistieken · Bondscoaches · Faeröers vrouwenelftal · Faeröer U21 · Faeröer U20 · Faeröer U19 · Faeröer U18 · Faeröer U17 · Faeröer U16
1980 – 1989 ·
1990 – 1999 ·
2000 – 2009 ·
2010 – 2019 ·
2020 – 2029
1988 · 
1989 · 
1990 ·
1991 · 
1992 · 
1993 · 
1994 · 
1995 · 
1996 · 
1997 · 
1998 · 
1999 · 
2000 · 
2001 · 
2002 · 
2003 · 
2004 · 
2005 · 
2006 · 
2007 · 
2008 · 
2009 · 
2010 · 
2011 · 
2012 · 
2013 · 
2014 · 
2015 · 
2016 ·
2017 ·
2018 ·
2019 ·
2020 ·
2021 ·
2022 ·
2023 ·
2024
Albanië ·
Andorra ·
Armenië ·
Azerbeidzjan ·
België ·
Bosnië en Herzegovina ·
Canada ·
Cyprus ·
Denemarken ·
Duitsland ·
Estland ·
Finland ·
Frankrijk ·
Georgië ·
Gibraltar ·
Griekenland ·
Hongarije ·
Ierland ·
IJsland ·
Israël ·
Italië ·
Joegoslavië ·
Kazachstan ·
Kosovo ·
Letland · 
Liechtenstein ·
Litouwen ·
Luxemburg ·
Malta ·
Moldavië ·
Nederland ·
Noord-Ierland ·
Noord-Macedonië ·
Noorwegen ·
Oekraïne ·
Oostenrijk ·
Polen ·
Portugal ·
Roemenië ·
Rusland ·
San Marino ·
Schotland ·
Servië ·
Servië en Montenegro · 
Slovenië ·
Slowakije ·
Spanje ·
Thailand ·
Tsjechië ·
Tsjecho-Slowakije ·
Turkije ·
Wales ·
Zweden ·
Zwitserland
Malta Football Association · A-internationals · Bondscoaches · Statistieken · Maltees vrouwenelftal · Malta U21 · Malta U20 · Malta U19 · Malta U18 · Malta U17 · Malta U16
1957 – 1959 ·
1960 – 1969 ·
1970 – 1979 ·
1980 – 1989 ·
1990 – 1999 ·
2000 – 2009 ·
2010 – 2019 ·
2020 − 2029
1957 · 
1958 · 
1959 · 
1960 · 
1961 · 
1962 · 
1963 · 
1964 · 
1965 · 
1966 · 
1967 · 1968 · 
1969 · 
1970 · 
1971 · 
1972 · 
1973 · 
1974 · 
1975 · 
1976 · 
1977 · 
1978 · 
1979 · 
1980 · 
1981 · 
1982 · 
1983 · 
1984 · 
1985 · 
1986 · 
1987 · 
1988 · 
1989 · 
1990 ·
1991 · 
1992 · 
1993 · 
1994 · 
1995 · 
1996 · 
1997 · 
1998 · 
1999 · 
2000 · 
2001 · 
2002 · 
2003 · 
2004 · 
2005 · 
2006 · 
2007 · 
2008 · 
2009 · 
2010 · 
2011 · 
2012 · 
2013 · 
2014 · 
2015 · 
2016 ·
2017 ·
2018 ·
2019 ·
2020 ·
2021 ·
2022
Albanië ·
Algerije ·
Andorra ·
Angola ·
Armenië ·
Azerbeidzjan ·
België ·
Bosnië en Herzegovina · 
Bulgarije ·
Canada ·
Centraal-Afrikaanse Republiek ·
Cyprus ·
DDR ·
Denemarken ·
Duitsland ·
Egypte ·
Engeland ·
Estland ·
Faeröer ·
Finland ·
Frankrijk ·
Gabon ·
Georgië ·
Gibraltar · 
Griekenland ·
Hongarije ·
Ierland ·
IJsland ·
Indonesië ·
Israël ·
Italië ·
Japan ·
Joegoslavië ·
Jordanië ·
Kaapverdië ·
Kazachstan ·
Koeweit ·
Kosovo ·
Kroatië ·
Letland ·
Libanon ·
Libië ·
Liechtenstein ·
Litouwen ·
Luxemburg ·
Moldavië ·
Nederland ·
Noord-Ierland ·
Noord-Macedonië ·
Noorwegen ·
Oekraïne ·
Oostenrijk ·
Polen ·
Portugal ·
Qatar ·
Roemenië ·
Rusland ·
San Marino ·
Schotland ·
Slovenië ·
Slowakije ·
Spanje ·
Thailand ·
Tsjechië ·
Tsjecho-Slowakije ·
Tunesië · 
Turkije · 
Venezuela · 
Verenigde Arabische Emiraten ·
Verenigde Staten ·
Wales ·
Wit-Rusland ·
Zuid-Afrika ·
Zuid-Korea ·
Zweden ·
Zwitserland